# Wojtkowice-Glinna
Wojtkowice-Glinna est un village de Pologne, situé dans la gmina de Ciechanowiec, dans le Powiat de Wysokie Mazowieckie, dans la voïvodie de Podlachie.

## Source
- (en) Cet article est partiellement ou en totalité issu de l’article de Wikipédia en anglais intitulé « Wojtkowice-Glinna » (voir la liste des auteurs).